# Scabrotettix biolleyi
Scabrotettix biolleyi är en insektsart som beskrevs av Bolívar, I. 1909. Scabrotettix biolleyi ingår i släktet Scabrotettix och familjen torngräshoppor. Inga underarter finns listade i Catalogue of Life.